# Saccharum procerum
Saccharum procerum är en gräsart som beskrevs av William Roxburgh. Saccharum procerum ingår i släktet Saccharum och familjen gräs. Inga underarter finns listade i Catalogue of Life.